# عبدالعزیز الشرید
عبدالعزیز الشرید (عربی: عبد العزيز الشريد؛ زادهٔ ۵ ژانویهٔ ۱۹۹۴) یک بازیکن فوتبال اهل عربستان سعودی است.